# Dr. John
Dr. John (születési nevén  Malcolm John Rebennack) (New Orleans, Louisiana, 1941. november 21. – New Orleans,  2019. június 6.) hatszoros Grammy-díjas amerikai zenész. A dzsessz, blues, rock és boogie-woogie műfajban egyaránt otthon van. Pályafutása alatt 30 albumot jelentetett meg, továbbá együttműködött sok muzsikussal. Filmekben és tévéműsorokban is szerepelt.

## Életpályája
A zene iránti érdeklődését a családjától örökölte. Gyermekkorában apja bevezette a dzsesszzenészek világába, majd tinédzser korában rockzenészekkel is megismerkedett. Legelső nagylemeze bekerült az 1001 lemez, amelyet hallanod kell, mielőtt meghalsz című könyvbe. 2007-ben beiktatták a Blues halhatatlanjai közé.
Korábban heroinfüggő volt, de kigyógyult függőségéből.

## Lemezkiadói
Atco Records, Blue Note Records, Nonesuch Records, Concord Records, Proper Records.

## Diszkográfia
- Gris-Gris (1968)
- Babylon (1969)
- Remedies (1970)
- The Sun, Moon and Herbs (1971)
- Dr. John's Gumbo (1972)
- In the Right Place (1973)
- Desitively Bonnaroo (1974)
- Cut Me While I'm Hot: The Sixties Sessions (1975)
- City Lights (1979)
- Tango Palace (1979)
- Dr. John Plays Mac Rebbennack, Vol. 1 (1981)
- Loser for You Baby (1982)
- The Brightest Smile in Town (Dr. John Plays Mac Rebbennack, Vol. 2) (1983)
- In a Sentimental Mood (1989)
- ZuZu Man (1989)
- Going Back to New Orleans (1992)
- Mos' Scocious: The Dr. John Anthology (1993)
- Television (1994)
- Afterglow (1995)
- Anutha Zone (1998)
- Duke Elegant (2000)
- Creole Moon (2001)
- N'Awlinz: Dis Dat or d'Udda (2004)
- Sippiana Hericane (2005)
- Mercernary (2006)
- City That Care Forgot (2008)
- Curious George: A Very Monkey Christmas – Music from the Motion Picture (2009)
- Tribal (2010)
- Locked Down (2012)
- Ske-Dat-De-Dat: The Spirit of Satch (2014)

## Egyéb kiadványok
Koncertalbumok
- Hollywood Be Thy Name (1975)
- Such a Night!: Live in London (1984)
- On a Mardi Gras Day (1990)
- Trippin' Live (1997)
- All by Hisself: Live at the Lonestar (2003)
- The Musical Mojo of Dr. John: Celebrating Mac and His Music (2016)